# Susana González (actriz)
Susana Alejandra González del Río (Calera, Zacatecas, 2 de octubre de 1973) es una actriz mexicana.

## Biografía
Nació en Calera, Zacatecas, el 2 de octubre de 1973.
A los 18 años, Susana se unió al Centro de Educación Artística (CEA) de Televisa, y a los 23 años recibió su primera oportunidad de participar en una telenovela titulada Sentimientos ajenos compartiendo créditos con Yolanda Andrade y Carlos Ponce.
Fue en 1997 cuando Susana obtuvo el papel de Elisa en la telenovela María Isabel  producida por Carla Estrada.
En las telenovelas Preciosa (1998), Cuento de navidad (1999), Amor gitano (1999), Rosalinda (1999), Mujeres engañadas, (1999) donde interpretó a su primer villana y Rayito de luz (2000).
Interpretó el papel de Ángela en Amigas y rivales en el año 2001.
Su primer protagónico lo obtuvo en el año 2002 con Entre el amor y el odio como Ana Cristina, haciendo pareja romántica con César Évora, también fue protagonista en Velo de novia en 2003, donde actuó como la compañera del actor Eduardo Santamarina.
En el campo de la cinematografía, Susana ha participado en algunas películas como "Las cintas atómicas" en 1998, "Los sin nombres" en 1999 y "El medallón" en 2002. Otra película en 2004 fue "Al otro lado" del director Gustavo Loza. En septiembre de 2005 vuelve a protagonizar la telenovela El amor no tiene precio telenovela filmada en Miami, allí a María Elizabeth González. Al año siguiente, en abril de 2006, hace un cameo en la telenovela Heridas de amor.
En 2007 formó parte de la serie S.O.S.: Sexo y otros secretos, interpretando  a Tania. Ese mismo año, protagonizó la telenovela Pasión, dando vida a Camila, actuó junto a Fernando Colunga. 
Al año siguiente, 2008, anunció que estaba esperando a su primer hijo, José Santiago. Después de tener el bebé en 2009, Susana regresa a la televisión participando en un capítulo de "Mujeres asesinas" donde interpretó al personaje Tere en el capítulo Tere, sospechosa.
Luego se muda a Argentina para actuar en la telenovela Los exitosos Pérez, una adaptación televisiva mexicana que comenzó en agosto de 2009.
En el 2010, participó en la telenovela Para volver a amar dando vida a Doménica Mondragón.
En 2011, interpretó a Cynthia Montero, en la telenovela La que no podía amar, actuando junto a Jorge Salinas.
Para el 2012 formó parte del elenco de la telenovela Amores verdaderos interpretando a Beatriz Guzmán, la hermana del protagonista interpretado por Sebastián Rulli.
En 2013, Susana interpreta a Isabel una diseñadora de interiores, en la telenovela Por siempre mi amor. 
En 2014, dio vida a Roberta Lozada de Alcocer en La sombra del pasado.
En 2015 protagoniza la telenovela Pasión y poder, junto a Jorge Salinas.
En 2016 antagoniza la telenovela La candidata compartiendo roles con Silvia Navarro.
En 2018, participa de la segunda temporada de Mi marido tiene más familia, interpretando a Susana Córcega.
En 2020 trabajó en la telenovela Imperio de mentiras, haciendo un papel antágonico y es producida por Giselle González.
En noviembre de 2021 estelariza junto a David Zepeda la telenovela Mi fortuna es amarte bajo la producción de Nicandro Díaz González.
En noviembre de 2022 interpreta a Daniela Gallardo en Mi camino es amarte junto a Gabriel Soto, nuevamente bajo la producción de Nicandro Díaz González. 
En 2024, interpreta a Paula Lugo en Tu vida es mi vida junto a Valentino Lanús y Juan Soler.

## Filmografía

### Cine
- ¡Qué vivan los muertos! (1998) - Margarita
- Atómica (1998) - Isabel
- Silencio profundo (2003) - Ana Martínez
- Al otro lado (2004) - Caridad
- Cicatrices (2005) - Diana de la Paz
- Chinango (2009) - Sofía

### Telenovelas
- Sentimientos ajenos (1996-1997) - Norma
- María Isabel (1997-1998) - Elisa
- Preciosa (1998) - Felina
- El privilegio de amar (1998-1999) - Diana
- Amor gitano (1999) - Zokka
- Cuento de navidad (1999-2000) - Ana Soto del Monte
- Mujeres engañadas (1999-2000) - Yvette del Sagrario Campuzano
- Rayito de luz (2000-2001) - Minilla
- Amigas y rivales (2001) - Ángela Riveira
- Entre el amor y el odio (2002) - Ana Cristina Robles
- Velo de novia (2003) - Andrea Paz González
- El amor no tiene precio (2005-2006) - María Liz González / María Elizabeth Limantour
- Heridas de amor (2006) - Liliana López Reyna
- Pasión (2007-2008) - Camila Darién de Salamanca
- Los exitosos Pérez (2009-2010) - Alessandra "Alex" Rinaldi
- Para volver a amar (2010-2011) - Doménica Mondragón
- La que no podía amar (2011-2012) - Cynthia Montero Báez
- Amores verdaderos (2012-2013) - Beatriz Guzmán Trejo
- Por siempre mi amor (2013-2014) - Isabel López Cerdán de De la Riva[6]
- La sombra del pasado (2014-2015) - Roberta Lozada Torres Vda. de Alcocer[7][8][9]
- Pasión y poder (2015-2016) - Julia Vallado Mejía de Gómez-Luna[10][11][12]
- La candidata (2016-2017) - Cecilia Aguilar / Cecilia Bárcenas Aguilar
- El vuelo de la Victoria (2017) - Isadora Duncan[13]
- Mi marido tiene más familia (2018-2019) - Susana Córcega Díaz de López[14]
- Imperio de mentiras (2020-2021) - Renata Cantú Robles de Arizmendi
- Mi fortuna es amarte (2021-2022) - Natalia Robles García[15]
- Mi camino es amarte (2022-2023) - Daniela Gallardo[16]
- Tu vida es mi vida (2024) - Paula Lugo Navarro[17]

### Programas
- ¿Qué nos pasa? (1998) - Invitada
- Hospital El Paisa (2004) - Lucía Gordillo
- S.O.S.: sexo y otros secretos (2007) - Tania
- Los simuladores (2009)[18]- Beatriz Herrera
- Mujeres asesinas (2009)
- Tere, desconfiada (2009) - Teresa Alamilla "Tere, desconfiada"
- Sobreamor (2020) - Celia Garza de Redondo[19]

### Teatro
- El Mago de OZ (2012)[20]
- Burundanga: la droga de la verdad (2013)[21]
- Aventurera (2013) - Elena Tejero[22]
- Aventurera (2017) - Elena Tejero[23]

## Premios y nominaciones

### Premios ACE
| Año  | Categoría                           | Telenovela    | Resultado |
| ---- | ----------------------------------- | ------------- | --------- |
| 2004 | Mejor actriz de televisión escénica | Velo de novia | Ganadora  |

### Premios TVyNovelas
| Año  | Categoría                 | Telenovela                  | Resultado |
| ---- | ------------------------- | --------------------------- | --------- |
| 2002 | Mejor revelación femenina | Entre el amor y el odio     | Ganadora  |
| 2004 | Mejor actriz protagónica  | Velo de novia               | Nominada  |
| 2008 | Mejor actriz protagónica  | Pasión                      | Nominada  |
| 2014 | Mejor actriz de reparto   | Amores verdaderos           | Ganadora  |
| 2016 | Mejor actriz coestelar    | La sombra del pasado        | Ganadora  |
| 2017 | Mejor actriz coestelar    | La candidata                | Ganadora  |
| 2019 | Mejor actriz protagónica  | Mi marido tiene más familia | Nominada  |

### Premios Califa de Oro
| Año  | Categoría               | Telenovela | Resultado |
| ---- | ----------------------- | ---------- | --------- |
| 2007 | Mejor actuación del año | Pasión     | Ganadora  |

### Premios People en Español
| Año  | Categoría               | Telenovela           | Resultado |
| ---- | ----------------------- | -------------------- | --------- |
| 2012 | Mejor actriz secundaria | La que no podía amar | Ganadora  |

### TV Adicto Golden Awards
| Año  | Categoría                           | Telenovela           | Resultado |
| ---- | ----------------------------------- | -------------------- | --------- |
| 2012 | Mejor actriz en un papel de reparto | La que no podía amar | Ganadora  |
| 2016 | Mejor villana                       | La candidata         | Ganadora  |
| 2020 | Mejor actriz en un papel de reparto | Imperio de mentiras  | Ganadora  |

### Premios Bravo
| Año  | Categoría    | Telenovela     | Resultado |
| ---- | ------------ | -------------- | --------- |
| 2016 | Mejor actriz | Pasión y poder | Ganadora  |

- Presea Luminaria de Oro 2017 por Desempeño en la Obra Aventurera[32]